# Zoo de Singapour
Le Zoo de Singapour, qui a pour dénomination officielle Singapore Zoological Gardens et qui est localement connu comme le Mandai Zoo, est un parc zoologique singapourien, situé à côté de deux des trois autres zoos que compte la cité-État, le Night Safari et le River Safari, qui sont aussi gérés par l'ONG Wildlife Reserves Singapore (en). Sa superficie est de 28 hectares.
Le zoo accueille environ 1,7 million de visiteurs par an.

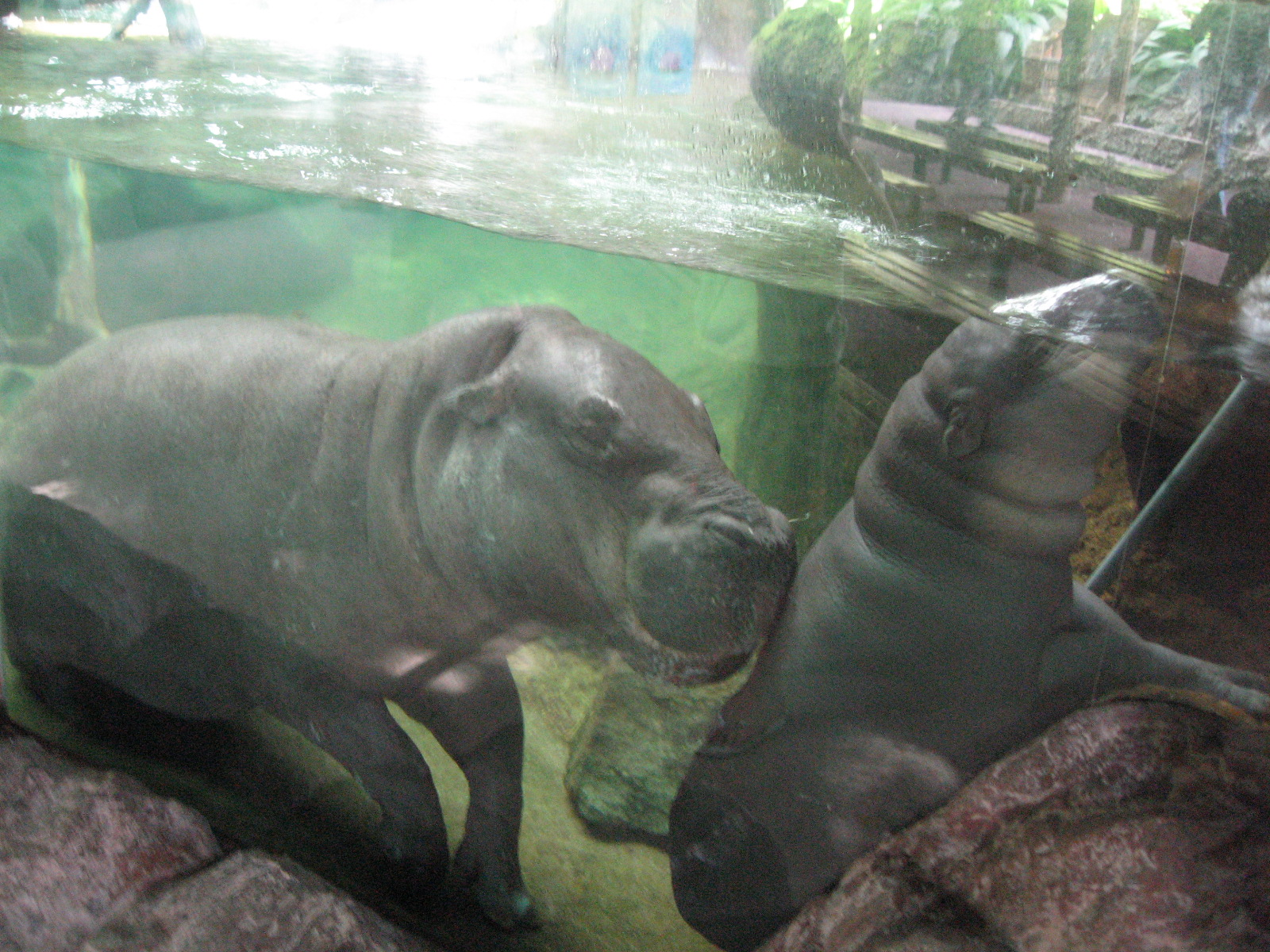
Hippopotame nain et son petit.

## Espèces présentées
- Orang-outan (un des plus grands groupes en captivité)
- tigres blancs
- Hippopotame nain
- ours blancs
- éléphants d'Asie (spectacle)